# Evangelische Kirche Stadthosbach

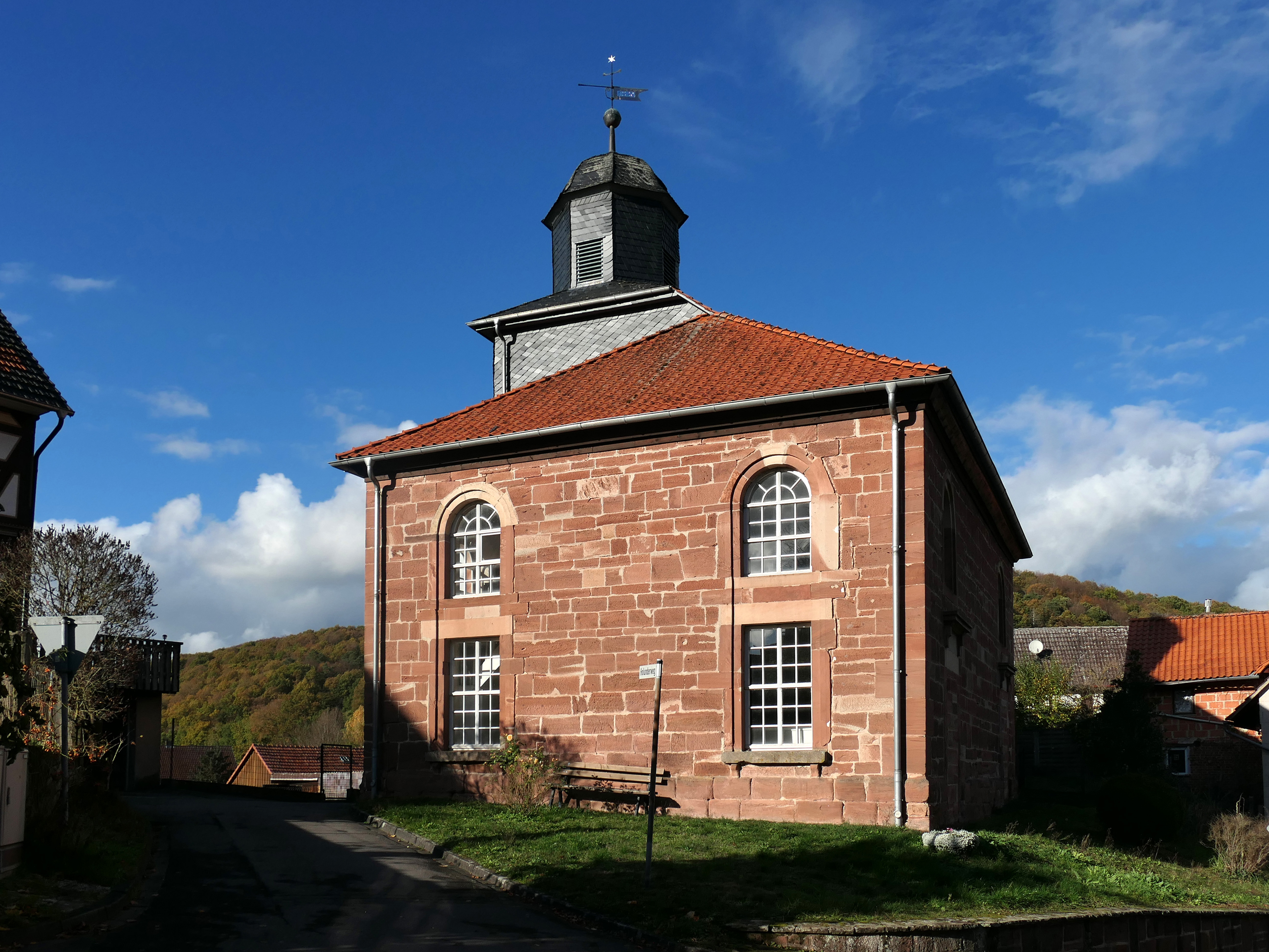
Die Evangelische Kirche von Süden

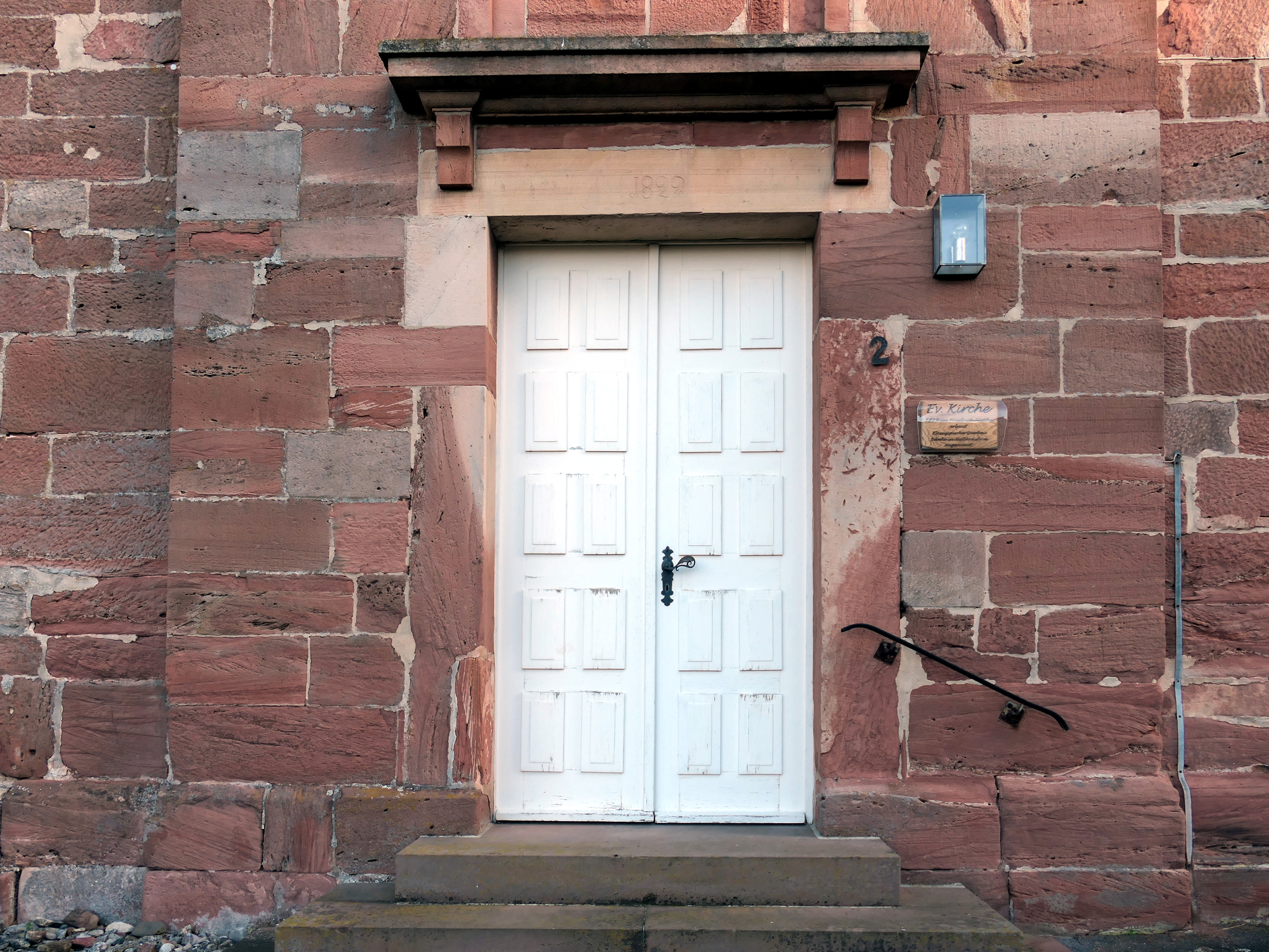
Das Eingangsportal auf der westlichen Seite

Die Evangelische Kirche Stadthosbach ist ein denkmalgeschütztes Gebäude in Stadthosbach, einem Ortsteil der Stadt Sontra im nordhessischen Werra-Meißner-Kreis. Die Gemeinde des im Jahr 1346 erstmals erwähnten Orts bildet mit den Kirchengemeinden Hornel, Sontra, Thurnhosbach und Weißenborn das Kirchspiel Sontra. Mit den benachbarten Kirchspielen Berneburg, Ulfen und Wichmannshausen gehört es zum Kooperationsraum Sontraer Land im Kirchenkreis Werra-Meißner innerhalb der Evangelischen Kirche von Kurhessen-Waldeck, im Sprengel Kassel.

## Kirchengebäude
Das Kirchengebäude wurde in den Jahren von 1829 bis 1830 nach den Plänen des kurfürstlichen Landbaumeisters Johann Friedrich Matthei errichtet. Für den erhöht liegenden Platz, auf dem auch schon vorher eine Kirche stand, entwarf er ein kubisches Gebäude im klassizistischen Stil. Es war nahezu baugleich mit der Kirche in Küchen, die kurz zuvor, in den Jahren von 1827 bis 1828, nach seiner Konzeption entstand. Die Stadthosbacher Kirche mit ihrer zweigeschossigen Fensteranordnung wurde mit einem Quadermauerwerk aus Sandsteinen errichtet. Der Eingang in den als Querbau gestalteten Predigtraum liegt auf der westlichen Seite. Das Portal wurde in einem in der Mitte angeordneten Risalit eingebettet, der von einem quadratischen verschieferten Dachreiter mit polygonaler Laterne bekrönt wird.

## Ausstattung

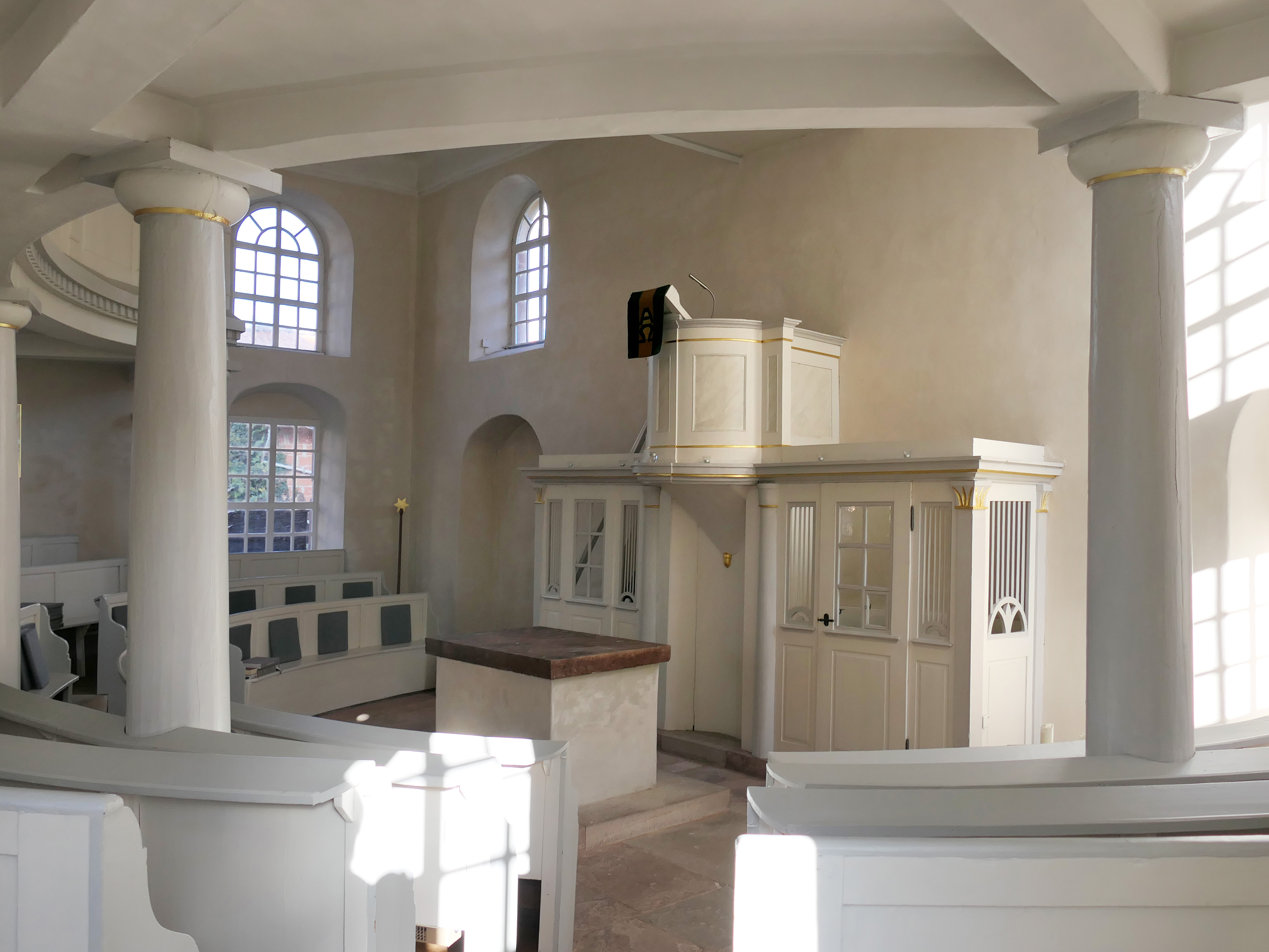
Altar und Kanzel an der östlichen Längswand

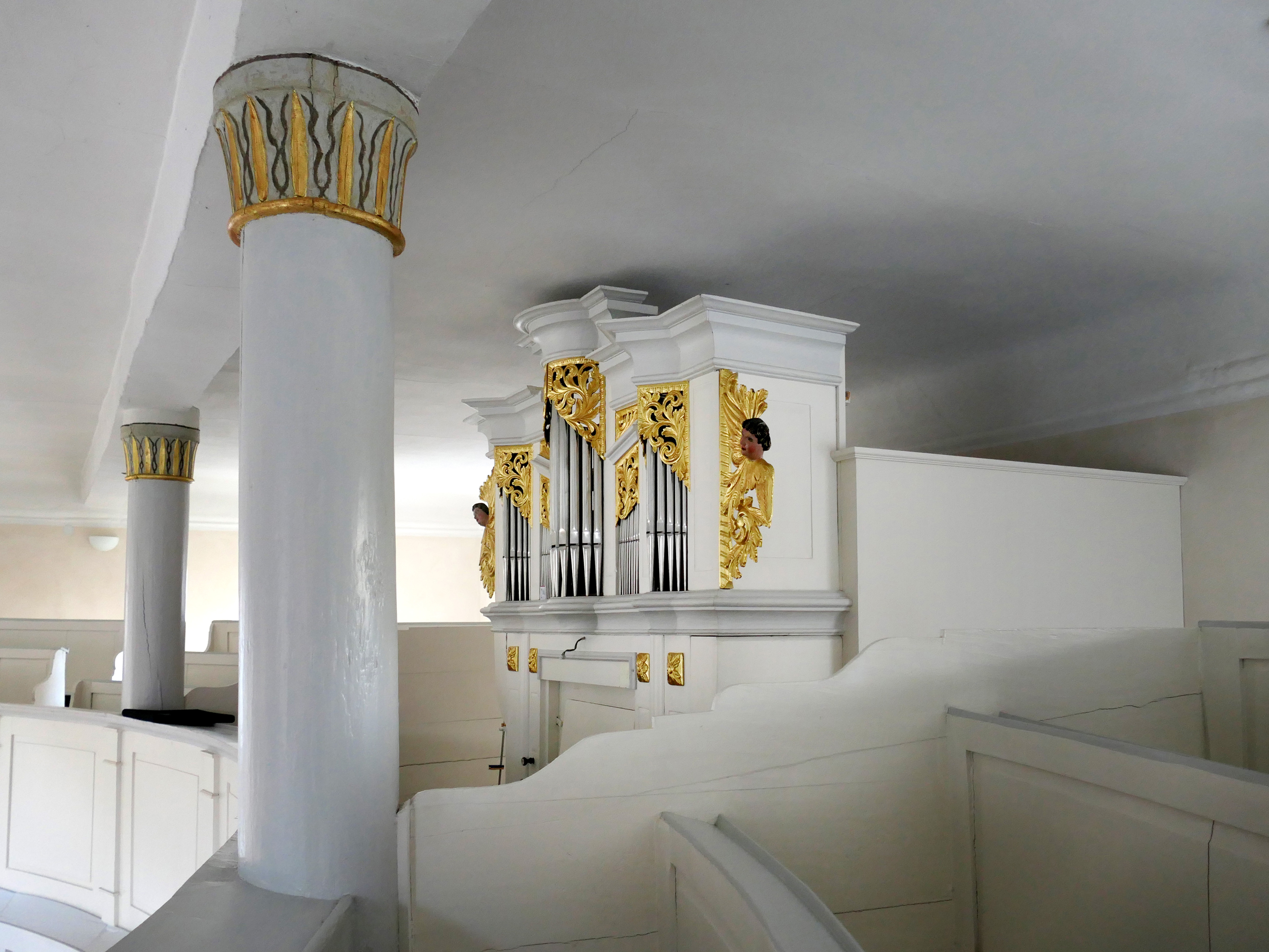
Die Orgel auf der Empore

Das Kircheninnere hat eine ungewöhnliche Form. Die Kirchenbänke im Erdgeschoss und auf der Empore sind halbkreisförmig und ansteigend um den Altar angeordnet. Hinter dem Altar, an der rückwärtigen Längswand, steht die Kanzel mit einem Sakristeiunterbau. Geprägt wird der Raum auch von den vier dorischen Säulen, die die Empore stützen, und von den beiden Säulen mit Palmenkapitellen im Obergeschoss. Mit der Gestaltung des hellen schlichten Saals orientierte sich Matthei an den Anforderungen seiner Zeit an einen auf die Wortverkündigung ausgerichteten protestantischen Gottesdienst.
Die Orgel soll um 1770 von Johann Wilhelm Schmerbach dem Älteren (* 1726; † 1787) aus dem nordhessischen Frieda gebaut worden sein. Sie wird als ein kleines, wohlklingendes Schmuckstück der Dorfkirche angesehen.

## Glocken
Zu den Besonderheiten, die das Kirchengebäude besitzt, zählt die Glocke, die 1515 von Hans Kortrog in Homberg gegossen wurde. Seine Gießhütte war von 1495 bis 1532 in Betrieb und die Glocken, die dort geschaffen wurden, sollen sich durch saubere Arbeit und reinen Guss ausgezeichnet haben. Die Stadthosbacher Glocke trägt Meister Kortrogs Handwerkszeichen, eine kleine Schere. Die andere, später hinzugekommene Glocke des Zweiergeläuts trägt die Inschrift „Ich rufe zur Freud, zum Leid, zur Ewigkeit“.

## Denkmalschutz
Wegen ihrer künstlerischen, geschichtlichen und städtebaulichen Bedeutung ist die Dorfkirche ein geschütztes Kulturdenkmal. Der historische Ortskern um die Kirche steht aus geschichtlichen Gründen unter Denkmalschutz. Im Denkmalverzeichnis des Landes Hessen hat die Kirche die Nummer 38673 und die Gesamtanlage des Ortes die Nummer 38669.